# اداره عدالت نوجوانان و پیشگیری از بزهکاری
اداره عدالت نوجوانان و پیشگیری از بزهکاری (انگلیسی: Office of Juvenile Justice and Delinquency Prevention) زیر مجموعه وزارت دادگستری ایالات متحده آمریکا و بخشی از برنامه‌های اداره دادگستری است. این سازمان دوسالنامه داده‌های زندانیان نوجوان را منتشر می‌کند.